# تب شب یکشنبه (موسیقی متن)
تب شب یکشنبه (انگلیسی: Saturday Night Fever) یک آلبوم موسیقی متن از فیلم تب شب یکشنبه در سال ۱۹۷۷ با ایفای جان تراولتا است. این موسیقی متن در ۱۵ نوامبر ۱۹۷۷ منتشر شد. . این یکی از پرفروش‌ترین آلبوم‌های تاریخ است و همچنان دومین موسیقی متن پر فروش پس از بادیگارد، با فروش بیش از ۴۵ میلیون نسخه در سراسر جهان (آلبوم دو دیسک) در همه زمان‌ها است. در ایالات متحده آمریکا، آلبوم دارای گواهینامه ۱۶ پلاتین برای فروش حداقل ۱۶ میلیون واحد است. این آلبوم از ژانویه تا ژوئیه ۱۹۷۸ به مدت ۲۴ هفته متوالی در بالای جدول فروشآلبوم‌ها باقی ماند و تا مارس ۱۹۸۰ به مدت ۱۲۰ هفته در جدول آلبوم‌های بیلبورد ماند. در بریتانیا، این آلبوم ۱۸ هفته متوالی را در رتبه یکم گذراند. این آلبوم به دلیل اهمیت فرهنگی به کتابخانه ثبت ملی در کتابخانه کنگره اضافه شده‌است.